# Domenico Salazar
Domenico Salazar (Reggio Calabria, 25 aprile 1937 – Reggio Calabria, 31 dicembre 2009) è stato un prefetto italiano e capo del Servizio Segreto Civile Italiano (SISDE).

## Incarichi
- Prefetto di Catanzaro nel 1989.
- Prefetto di Catania nel 1991 con poteri di Superprefetto per la Sicilia orientale.
- Direttore del SISDE dal 1993 al 1994.[2]